# Dienstgrade der tschechischen Streitkräfte
Dies ist die Liste der Dienstgrade der Streitkräfte der Tschechischen Republik (Armáda České republiky (AČR)).

## Heer
| Offiziere        | Offiziere       | Offiziere       | Offiziere    | Offiziere        | Offiziere      | Offiziere      | Offiziere      | Offiziere | Offiziere    | Offiziere | Offiziere     | Offiziere |
| Dienstgradgruppe | Generale        | Generale        | Generale     | Generale         | Stabsoffiziere | Stabsoffiziere | Stabsoffiziere | Hauptmann | Leutnante    | Leutnante | Leutnante     | Leutnante |
| ---------------- | --------------- | --------------- | ------------ | ---------------- | -------------- | -------------- | -------------- | --------- | ------------ | --------- | ------------- | --------- |
| Schulterklappe   |                 |                 |              |                  |                |                |                |           |              |           |               |           |
| Dienstgrad       | General         | Generalleutnant | Generalmajor | Brigadegeneral   | Oberst         | Oberstleutnant | Major          | Hauptmann | Oberleutnant | Leutnant  | Unterleutnant |           |
| Tschechisch      | Armádní generál | Generálporučík  | Generálmajor | Brigádní generál | Plukovník      | Podplukovník   | Major          | Kapitán   | Nadporučík   | Poručík   | Podporučík    |           |
| NATO-Rangcode    | OF-9            | OF-8            | OF-7         | OF-6             | OF-5           | OF-4           | OF-3           | OF-2      | OF-1         | OF-1      | OF-1          |           |

| Unteroffiziere   | Unteroffiziere   | Unteroffiziere | Unteroffiziere | Unteroffiziere | Unteroffiziere |
| Dienstgradgruppe | Praporčík        | Praporčík      | Praporčík      | Praporčík      | Praporčík      |
| ---------------- | ---------------- | -------------- | -------------- | -------------- | -------------- |
| Schulterklappe   |                  |                |                |                |                |
| Dienstgrad       | Stabsfähnrich    | Oberfähnrich   | Fähnrich       | Oberfeldwebel  | Feldwebel      |
| Tschechisch      | Štábní praporčík | Nadpraporčík   | Praporčík      | Nadrotmistr    | Rotmistr       |
| NATO-Rangcode    | OR-9             | OR-8           | OR-7           | OR-6           | OR-5           |

| Mannschaften     | Mannschaften   | Mannschaften | Mannschaften | Mannschaften | Mannschaften |
| Dienstgradgruppe | Mužstvo        | Mužstvo      | Mužstvo      | Mužstvo      | Mužstvo      |
| ---------------- | -------------- | ------------ | ------------ | ------------ | ------------ |
| Schulterklappe   |                |              |              |              |              |
| Dienstgrad       | Staff Sergeant | Sergeant     | Korporal     | Gefreiter    | Soldat       |
| Tschechisch      | Rotný          | Četař        | Desátník     | Svobodník    | Vojín        |
| NATO-Rangcode    | OR-4           | OR-3         | OR-2         | OR-1         | OR-1         |

Der Dienstgrad Podporučík/Unterleutnant wird seit 2011 nicht mehr verliehen.

## Luftwaffe
| Offiziere        | Offiziere       | Offiziere       | Offiziere    | Offiziere        | Offiziere      | Offiziere      | Offiziere      | Offiziere | Offiziere    | Offiziere | Offiziere     | Offiziere |
| Dienstgradgruppe | Generale        | Generale        | Generale     | Generale         | Stabsoffiziere | Stabsoffiziere | Stabsoffiziere | Hauptmann | Leutnante    | Leutnante | Leutnante     | Leutnante |
| ---------------- | --------------- | --------------- | ------------ | ---------------- | -------------- | -------------- | -------------- | --------- | ------------ | --------- | ------------- | --------- |
| Schulterklappe   |                 |                 |              |                  |                |                |                |           |              |           |               |           |
| Dienstgrad       | General         | Generalleutnant | Generalmajor | Brigadegeneral   | Oberst         | Oberstleutnant | Major          | Hauptmann | Oberleutnant | Leutnant  | Unterleutnant |           |
| Tschechisch      | Armádní generál | Generálporučík  | Generálmajor | Brigádní generál | Plukovník      | Podplukovník   | Major          | Kapitán   | Nadporučík   | Poručík   | Podporučík    |           |
| NATO-Rangcode    | OF-9            | OF-8            | OF-7         | OF-6             | OF-5           | OF-4           | OF-3           | OF-2      | OF-1         | OF-1      | OF-1          |           |

| Unteroffiziere   | Unteroffiziere   | Unteroffiziere | Unteroffiziere | Unteroffiziere | Unteroffiziere |
| Dienstgradgruppe | Praporčík        | Praporčík      | Praporčík      | Praporčík      | Praporčík      |
| ---------------- | ---------------- | -------------- | -------------- | -------------- | -------------- |
| Schulterklappe   |                  |                |                |                |                |
| Dienstgrad       | Stabsfähnrich    | Oberfähnrich   | Fähnrich       | Oberfeldwebel  | Feldwebel      |
| Tschechisch      | Štábní praporčík | Nadpraporčík   | Praporčík      | Nadrotmistr    | Rotmistr       |
| NATO-Rangcode    | OR-9             | OR-8           | OR-7           | OR-6           | OR-5           |

| Mannschaften     | Mannschaften   | Mannschaften | Mannschaften | Mannschaften | Mannschaften |
| Dienstgradgruppe | Mužstvo        | Mužstvo      | Mužstvo      | Mužstvo      | Mužstvo      |
| ---------------- | -------------- | ------------ | ------------ | ------------ | ------------ |
| Schulterklappe   |                |              |              |              |              |
| Dienstgrad       | Staff Sergeant | Sergeant     | Korporal     | Gefreiter    | Soldat       |
| Tschechisch      | Rotný          | Četař        | Desátník     | Svobodník    | Vojín        |
| NATO-Rangcode    | OR-4           | OR-3         | OR-2         | OR-1         | OR-1         |

Der Dienstgrad Unterleutnant/Podporučík wird seit 2011 nicht mehr verliehen.